# 林呈禄
林 呈禄（りん ていろく）は台湾の小説家。また日本統治時代には台湾での民主運動を推進、『台湾青年』雑誌社の幹事を務め、1923年には治警事件により逮捕されている。戦後は東方出版社社長を務め、台湾における推理小説普及の基礎を築いた。
林呈禄は林本源一族出身であり、父の林振威は抗日運動により落命している。1914年、林呈禄は日本の明治大学法学部に留学、卒業後は一時期中国湖南で湖南省立政治研究所で教授を務めたが、1918年に日本に帰国している。以降『台湾青年』や『台湾』を通して台湾の民主運動を推進し、台湾総督府が日本国内法の制約を受けていないことに抗議を行っている。1923年、林呈禄は日本において台湾議会を結成、在台の友人を通して議員募集を行ったが、台湾総督府により不法行為とされ台湾内の賛同者をはじめ、林呈禄も東京にて逮捕されている（治警事件）。
釈放された林呈禄はなおも台湾の民主運動を推進した。1926年、台湾に戻り『台湾新民報』などの編集長や代表職を歴任した。戦後は出版や政治活動から身を引き、文化活動に専念している。1945年、林呈禄は東方出版社を設立、児童文学の啓蒙活動を行う傍ら、児童向けの怪盗アルセーヌ・ルパンを翻訳出版し台湾における推理小説定着の基礎を築いた人物でもある。